# Doyle Wolfgang von Frankenstein
Doyle Wolfgang von Frankenstein (Paul Caiafa, ur. 15 września 1964 w Lodi) – amerykański gitarzysta, były członek zespołu Misfits, grającego horror punk.

## Życiorys
Doyle, młodszy brat Jerry’ego Only’ego, basisty, był pierwotnie pracownikiem technicznym zespołu. Gry na gitarze nauczył go brat i Glenn Danzig. Dołączył do Misfits w październiku 1980 w wieku 16 lat. Był trzecim gitarzystą i zastąpił Bobby’ego Steele’a po jego nieobecnościach na próbach. Tak jak Glenn i Jerry, Doyle wykorzystał fryzurę Devilock w swoim stylu. Razem z bratem finansowali działania zespołu z pieniędzy zarobionych poprzez pracę w sklepie ich ojca.
W 1987, cztery lata po rozwiązaniu Misfits, Doyle i Jerry utworzyli zespół metalowy Kryst The Conqueror z perkusistą The Murp. Wybrane piosenki z albumu zostały wydane przez wytwórnię Jerry’ego Only’ego „Cyclopian Music” jako EP. Na płycie pojawił się również Dave „The Snake” Sabo z zespołu rockowego Skid Row.
W 1995 Jerry wytoczył proces współzałożycielowi zespołu, Glennowi Danzigowi, w którym przyznano mu prawa do nazwy. Następnie Doyle i Jerry reaktywowali Misfits, tym razem z Jerrym jako frontmanem, Michale Gravesem w roli wokalisty i Dr. Chudem za perkusją. Zespół wydał dwa pełnej długości albumy z nowym materiałem.
W 2005 Doyle przeniósł się z New Jersey do Las Vegas i zaczął przesłuchiwać członków swojego własnego zespołu, Gorgeous Frankenstein. W 2006 pojawił się wiele razy na scenie z Danzigiem podczas ich trasy koncertowej. W 2007 Gorgeous Frankenstein udali się w swoją pierwszą trasę koncertową, grając przed Danzigiem. W składzie znajdował się wtedy Argyle Goolsby z Blitzkid, Dr. Chud i Gorgeous George.
Próba ponownego aktywowania zespołu z Glennem Danzigiem zaprzestała dalszej progresji. We wrześniu 2010 zostało wydane DVD Gorgeousa Frankensteina o nazwie „You Must See It to Believe It!”.
W 2011 roku wokalista Danzig i gitarzysta Doyle wykonali piosenki Misfits jako część trasy koncertowej „Danzig Legacy”. Na pierwszy z czterech koncertów, który odbył się 7 października w Chicago jako jedna z głównych atrakcji Riot Fest, sprzedano powyżej 5000 biletów. Ostatni koncert tej trasy odbył się w Halloween w Gibson Amphitheater w Los Angeles, wyprzedano powyżej 7000 biletów.
W 2012 Doyle zagrał na gitarze raz w piosenkach Misfits podczas trasy „Danzig Legacy”.
W roku 2013 miała początek solowa kariera Doyle’a pod nazwą „Doyle”. W zespole znajdują się Alex Story z Cancerslug na wokalu, Dr. Chud z drugiej ery Misfits na perkusji i Left Hand Graham na basie. Debiutancki album, „Abominator”, został wydany cyfrowo 30 lipca 2013 roku poprzez iTunes, Google Play i inne. Płyta ukazała się nakładem MonsterMan Records – należącej do Doyle’a wytwórni. Oficjalna płyta CD wydana została w październiku. Istnieje „egzemplarz okazowy”, który był sprzedawany na koncertach podczas „Danzig Legacy Tour” oraz na oficjalnej stronie Doyle’a. Przedpremierowa płyta nie zawiera 13. utworu, wydanego na oficjalnym albumie, zatytułowanego „Drawing Down The Moon”.
W maju 2014 Doyle zapowiedział, że wystąpi w halloweenowym wydaniu nagradzanej serii komiksów Alana Roberta, basisty Life of Agony, Killogy. Jest to kontynuacja serii Killogy, ale obraca się również wokół postaci Doyle’a. Wydanie zostało opublikowane przez IDW Publishing.
W 2014 roku Doyle przeszedł na weganizm.
Doyle wyruszył w trasę „Abominator” w marcu 2015, rozpoczynając jako support zespołu Mushroomhead w kwietniu. Dr. Chud opuścił zespół na krótko przed pierwszą trasą koncertową w 2014, a na jego miejscu pojawił się Anthony „Tiny” Biuso. Left Hand Graham został zastąpiony przez basistę DieTricha Thralla. W środku trasy „Tiny” stwierdził, że nie będzie dłużej grał z zespołem i nie skończy reszty trasy. Natychmiast znaleziono zastępstwo – Brandona Pertzborna z Black Flag.

## Życie prywatne
Od 2015 roku Doyle jest w związku z obecną wokalistką Arch Enemy, Alissą White-Gluz. Był żonaty ze Stephanie Bellars od 2001 do 2014 i ma jedną córkę, Boriss. Mają także synów o imionach Isaac (urodzony w 1992), Paul i Louis. Ich rozwód został zakończony w październiku 2013.

## Dyskografia

### The Misfits

#### Albumy studyjne
- Walk Among Us (1982)
- Earth A.D./Wolfs Blood (1983)
- American Psycho (1997)
- Famous Monsters' (1999)

#### Albumy koncertowe
- Evilive (1982)

### Kryst the Conqueror

#### Albumy studyjne
- Deliver Us from Evil (1989)

### Gorgeous Frankenstein

#### Albumy studyjne
- Gorgeous Frankenstein (2007)

### Doyle

#### Albumy studyjne
- Abominator (2013) US: +9200

### Solo

#### DVD
- You Must See It to Believe It! (2010)